# Poncelet-Preis
Der Poncelet-Preis (französisch Prix Poncelet) ist ein Preis der Académie des sciences, der 1868 von der Witwe von Jean-Victor Poncelet gestiftet wurde, hauptsächlich um Verdienste in Angewandter Mathematik zu ehren. Das ursprüngliche Preisgeld betrug ab 1876 2000 Franc. Er wurde anfangs jährlich vergeben, in den 1960er und 1970er Jahren nur alle drei Jahre.

## Preisträger
Die Liste ist unvollständig.

### 19. Jahrhundert
- 1868: Alfred Clebsch,
- 1869: Julius Robert von Mayer
- 1870: Camille Jordan
- 1871: Joseph Boussinesq[3]
- 1872: Amédée Mannheim
- 1873: Lord Kelvin
- 1874: Jacques Bresse
- 1875: Gaston Darboux
- 1876: Xavier Kretz
- 1877, 1878: Edmond Laguerre
- 1879: Théodore Moutard
- 1880: Henry Léauté
- 1881: Charles Briot
- 1882: Rudolf Clausius
- 1883: Georges Henri Halphen
- 1884: Jules Hoüel
- 1885: Henri Poincaré[4]
- 1886: Émile Picard
- 1887: Paul Appell
- 1888: Édouard Collignon
- 1889: Édouard Goursat[5]
- 1890: Carlos Ibáñez de Ibero
- 1891: Georges Humbert
- 1892: Benjamin Baker und: John Fowler
- 1893: Gabriel Koenigs
- 1894: Hermann Laurent
- 1895: Victor Gustave Robin
- 1896: Paul Painlevé
- 1897: Roger Liouville
- 1898: Jacques Hadamard
- 1899: Eugène Cosserat

### 20. und 21. Jahrhundert
- 1900: Léon Lecornu
- 1901: Émile Borel[6]
- 1902: Maurice d’Ocagne
- 1903: David Hilbert
- 1904: Désiré André
- 1905: Charles Lallemand
- 1906: Claude Guichard
- 1907: Charles Renard
- 1908: Ivar Fredholm
- 1909: Magnus de Sparre (Ballistik)
- 1910: Charles Riquier (1853–1929)
- 1911: Auguste Rateau
- 1912: Edmond Maillet
- 1913: Maurice Leblanc
- 1914: Henri Lebesgue[7]
- 1915: Charles Rabut
- 1916: Charles-Jean de La Vallée Poussin
- 1917: Jules Andrade
- 1918: Joseph Larmor
- 1919: Prosper Charbonnier (Ballistik)
- 1920: Élie Cartan
- 1921: Émile Jouguet
- 1922: Jules Drach
- 1923: Auguste Boulanger
- 1924: Ernest Vessiot
- 1925: Denis Eydoux
- 1926: Paul Montel
- 1927: Henri Villat
- 1929: Alfred-Marie Liénard
- 1930: Arnaud Denjoy
- 1932: Raoul Bricard
- 1934: Maurice Fréchet
- 1936: Paul Lévy
- 1937: Joseph Bethenod
- 1938: Szolem Mandelbrojt
- 1939: Henri Bénard
- 1942: René Garnier
- 1945: Alphonse Demoulin
- 1948: Georges Valiron
- 1951: Joseph Kampé de Fériet
- 1954: Georges Darmois
- 1966: André Néron
- 1972: Michel Lazard
- 1975: Jean Céa
- 1978: Henri Skoda
- 1981: Philippe Ciarlet
- 1987: Pierre Ladevèze
- 1990: Jean-Yves Girard
- 1993: Marie Farge
- 1995: Yves Le Jan